# Villavicencio
Villavicêncio é uma cidade colombiana , capital do departamento do Meta, centro comercial mais importante dos Llanos Orientales. Conta com uma população urbana de 527.668 habitantes. Está situada no sopé da Cordilheira Oriental, no oeste do departamento do Meta, na margem esquerda do rio Guatiquía. Seu clima é quente e bastante úmido, conmtemperaturas médias de 27 °C. 
Encontra-se a 89,9 quilômetros ao sul da capital colombiana, Bogotá, a duas horas pela Autopista al Llano.